# Novák Sándor (tanár, 1857–1901)
Novák Sándor (Nagyleányfalva, Bereg vármegye, 1857. április 3. – Buziásfürdő, 1901. augusztus 14.) főreáliskolai tanár.

## Életútja
Apja görögkatolikus lelkész volt Nagyleányfalván. A gimnáziumot Ungvárt, az egyetemet Budapesten végezte. 1882-ben nyert tanári oklevelet a magyar nyelvből és történelemből. 1881-től 1883-ig a budapesti tanárképzőintézet gyakorló-gimnáziumában működött; a budapesti VIII. kerületi községi főreáliskolában és ugyanazon kerületi polgári leányiskolában rendes tanár volt 11 évig és 1894-től az I. kerületi felsőbb leányiskolánál. Az országos magyar iskolaegyesület ferencvárosi választmányának elnöke volt. Buzgón munkálkodott a budapesti népszerű felolvasásokat rendező társulat körében. Zemplén vármegye katolikus autonomiai képviselővé választották.
Cikke a budapesti VIII. ker. főreáliskola Értesítőjében (1892. A szigeti veszedelem és Zalán futása, ism. Egyet. Philol. Közlöny 1892. és Irodalomtörténeti Közlemények 1893.).

## Munkái
- Magyar irálytan és olvasókönyv polgári- és rokon-iskolák számára. Bpest, 1886. (Ism. Prot. Egyh. és Isk. Lap 29. sz., 2. jav. kiadás. Bpest, 1890., 3. k. Bpest, 1897.).
- A magyar nemzeti irodalom ismertetése; a költői műfajok gyakorlati és elméleti tárgyalása alapján. Polgári és rokonczélú iskolák számára. Bpest, 1887. (Ism. Prot. Egyh. és Isk. Lap 31. sz., 2. jav. kiadás. Bpest, 1889.).
- Irály- és szerkesztéstan. A polgári és felsőbb leányiskolák III. oszt. számára. Bpest év n. (4. kiadás, 5. kiad. 1902.).
- Fogalmazástan. A polgári és felsőbb leányiskolák III. osztálya számára. Bpest, 1890.
- Olvasókönyv az alsófokú ipariskolák I-III. és előkészítő osztálya számára. Bpest, 1890. Négy kötet. (2. kiadás. Bpest, 1894., 3. k. Bpest, 1901. Többekkel együtt.).
- Olvasó könyv a polgári leányiskolák számára. Bpest, 1891. (2. kiadás. Bpest, 1900., 3. k. 1902. Bpest.).
- Költészettan és magyar nemzeti irodalomtörténet rövid vázlata. A polgári és felsőbb leányiskolák IV. osztálya számára. Bpest, 1891. (2. kiadás 1895., 3. k. 1896. és 1897., 4. k. 1899., 5. k. 1901. Bpest.).